# Cernier

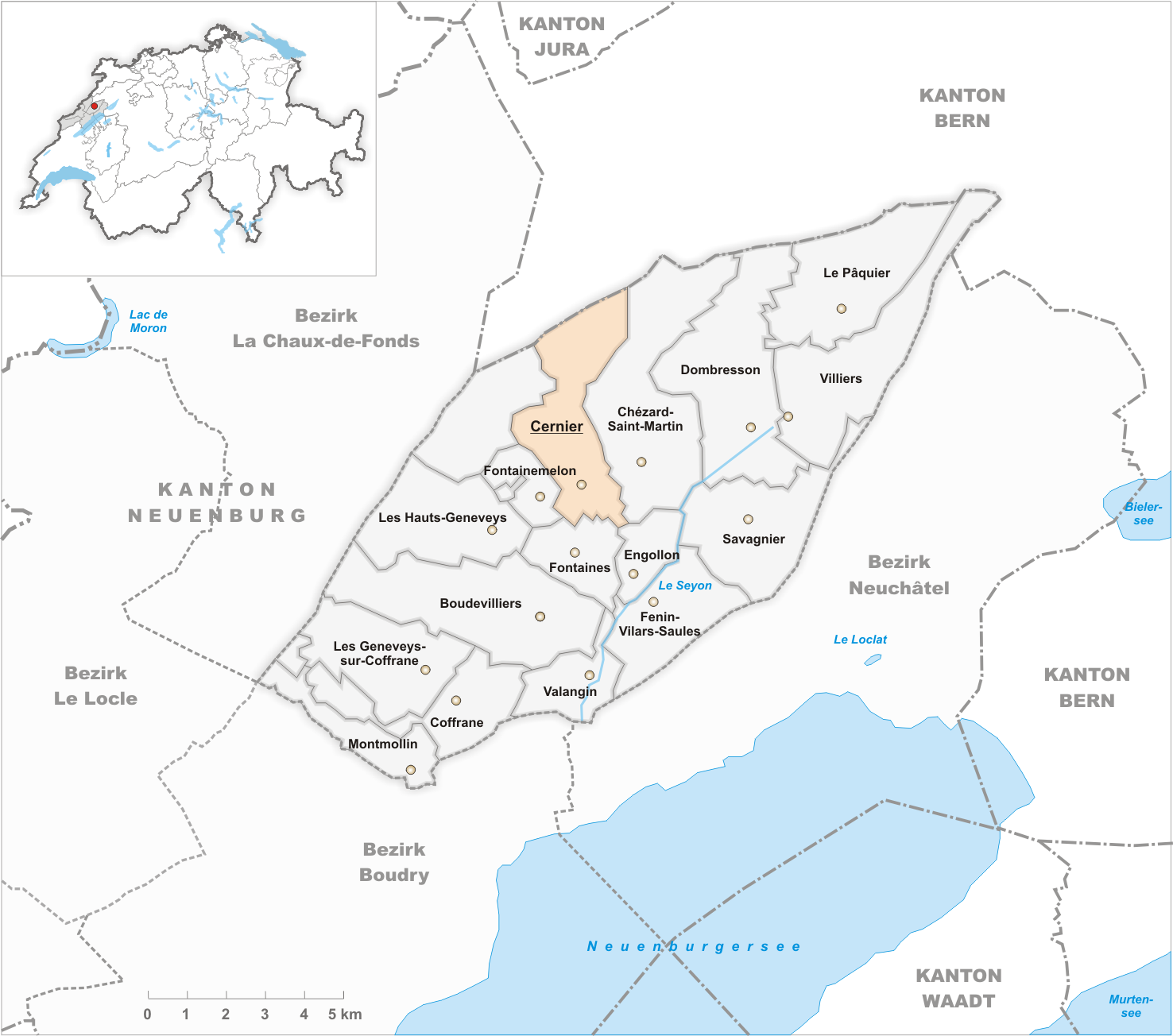
Gemeindestand vor der Fusion am 1. Januar 2013

Cernier war eine politische Gemeinde und Hauptort des Bezirks Val-de-Ruz im Kanton Neuenburg in der Schweiz. Am 1. Januar 2013 fusionierte sie mit den Gemeinden Boudevilliers, Chézard-Saint-Martin, Coffrane, Dombresson, Engollon, Fenin-Vilars-Saules, Fontainemelon, Fontaines, Les Geneveys-sur-Coffrane, Les Hauts-Geneveys, Montmollin, Le Pâquier, Savagnier und Villiers zur neuen Gemeinde Val-de-Ruz.

## Geographie
Cernier liegt auf 820 m ü. M., acht Kilometer nördlich der Kantonshauptstadt Neuenburg (Luftlinie). Die Gemeinde erstreckt sich an erhöhter Lage am nördlichen Rand des Beckens Val de Ruz im Neuenburger Jura, am Fuss des Mont d’Amin.
Die Fläche des 9,1 km² grossen Gemeindegebiets umfasst im südlichen Teil einen Abschnitt des landwirtschaftlich intensiv genutzten Beckens des Val de Ruz. Nach Norden erstreckt sich das Gebiet über den dicht bewaldeten Steilhang der Côte Devant auf die Terrasse der Montagne de Cernier und auf die Antiklinale des Mont d’Amin. Auf dieser Höhe wird mit 1410 m ü. M. der höchste Punkt der Gemeinde erreicht. Nördlich des Gipfels des Mont d’Amin reicht der Gemeindeboden in einem schmalen Zipfel über den Montperreux (1371 m ü. M.) bis in das Antiklinaltal La Grand’ Combe. Die nördliche Gemeindegrenze, gleichzeitig Kantonsgrenze zwischen Neuenburg und Bern, verläuft auf dem Kamm L’Envers des Convers (bis 1231 m ü. M.) am Südrand des Vallon de Saint-Imier. Auf der Höhe der Mont-d’Amin-Kette befinden sich ausgedehnte Jurahochweiden mit den typischen mächtigen Fichten, die entweder einzeln oder in Gruppen stehen. Von der Gemeindefläche entfielen 1997 7 % auf Siedlungen, 39 % auf Wald und Gehölze und 54 % auf Landwirtschaft.
Zu Cernier gehören der Weiler Montagne de Cernier (1190 m ü. M.) auf einer Terrasse am Südhang des Mont d’Amin und einige Einzelhöfe. Nachbargemeinden von Cernier sind Chézard-Saint-Martin, Engollon, Fontaines (NE) und Fontainemelon im Kanton Neuenburg sowie Renan im Kanton Bern.

Historisches Luftbild von Werner Friedli von 1949

## Bevölkerung
| Bevölkerungsentwicklung | Bevölkerungsentwicklung |
| Jahr                    | Einwohner               |
| ----------------------- | ----------------------- |
| 1850                    | 633                     |
| 1900                    | 1361                    |
| 1910                    | 1513                    |
| 1930                    | 1426                    |
| 1950                    | 1440                    |
| 1960                    | 1545                    |
| 1970                    | 1717                    |
| 1980                    | 1901                    |
| 1990                    | 1866                    |
| 2000                    | 1921                    |

Mit 2285 Einwohnern (Stand 31. Dezember 2012) gehört Cernier zu den mittelgrossen Gemeinden des Kantons Neuenburg. Von den Bewohnern sind 89,9 % französischsprachig, 3,3 % deutschsprachig und 2,6 % sprechen Italienisch (Stand 2000). Die Bevölkerungszahl von Cernier verzeichnete vor allem in der zweiten Hälfte des 19. Jahrhunderts einen markanten Zuwachs. Auf einen weiteren Bevölkerungsanstieg von 1950 bis 1980 folgte eine Periode der Stagnation, bevor in den letzten Jahren wieder eine Zunahme beobachtet wurde. Das Siedlungsgebiet von Cernier ist heute fast lückenlos mit demjenigen von Fontainemelon zusammengewachsen.

## Regierung

### Legislative: Conseil général
Der Conseil général besteht aus 31 Mitgliedern und wird durch das Volk alle vier Jahre im Proporzsystem neu gewählt.
Der Conseil général trifft sich obligatorisch zweimal jährlich; einmal, um das Budget für das kommende Jahr zu verabschieden und einmal, um die Rechnung des Vorjahres zu diskutieren. Des Weiteren ist die Legislative in Kommissionen aufgeteilt, die sich oftmals treffen, um den sie betreffenden Bereich des Gemeindelebens zu besprechen. Ausserordentliche Gemeindeversammlungen können durch das Volk, den Gemeinderat oder auf Anfrage der Mitglieder einberufen werden, was in der Regel drei bis viermal jährlich geschieht.

### Exekutive: Conseil communal
Der Conseil communal besteht aus 5 vom Conseil général gewählten Mitgliedern. Sitzungen finden so oft statt, wie die laufenden Geschäfte es erfordern, aber normalerweise mindestens einmal wöchentlich. Jedes Mitglied des Gemeinderates steht einem oder mehreren Ressorts vor. Die Präsidentschaft rotiert in einem Ein-Jahres-Turnus.
Die Hauptaufgabe des Gemeinderates besteht darin, die verschiedenen Bereiche der Gemeinde innerhalb des vom Conseil général gesetzten Rahmens zu leiten. Der Conseil général fungiert als Überwachungsorgan.

## Wirtschaft
Cernier war lange Zeit ein hauptsächlich durch die Landwirtschaft geprägtes Dorf. Bereits Ende des 18. Jahrhunderts begann jedoch die Industrialisierung mit der Einführung der Uhrmacherei. Heute gibt es in Cernier einige kleine Betriebe der Uhrenindustrie, der Druckindustrie, des Metallbaus, mechanische Werkstätten und Schreinereien. Die Landwirtschaft hat dank der fruchtbaren Böden in der Senke des Val de Ruz weiterhin eine gewisse Bedeutung: Während im Talbecken Ackerbau vorherrscht, wird auf den Jurahöhen Viehzucht und Milchwirtschaft betrieben. In den letzten Jahrzehnten hat sich Cernier auch zu einer Wohngemeinde entwickelt. Viele Erwerbstätige sind Wegpendler und arbeiten vor allem in Neuenburg oder in La Chaux-de-Fonds.

### Verkehr
Die Gemeinde ist verkehrstechnisch gut erschlossen. Sie liegt an einer Verbindungsstrasse von Les Hauts-Geneveys nach Dombresson. Der nächste Anschluss an die Schnellstrasse H20, die Neuenburg mit La Chaux-de-Fonds verbindet, befindet sich nur rund 2 km vom Ortskern entfernt. Durch die Buslinien der TRN, welche die Strecke von Neuenburg nach Cernier sowie von Les Hauts-Geneveys in einem Rundkurs durch das Val de Ruz bedienen, ist der Ort an das Netz des öffentlichen Verkehrs angebunden. Zuvor führte von 1903 bis 1948 die Strassenbahn Les Hauts-Geneveys–Villiers durch den Ort. Sie wurde durch den Trolleybus Val de Ruz ersetzt, der seinerseits 1984 von den bis heute verkehrenden Autobussen abgelöst wurde. Im Ausbauprogramm STEP 2035 soll Cernier im Rahmen der Direktverbindung Neuenburg - La Chaux-de-Fonds einen Bahnhof erhalten.

## Geschichte
Der Name Cernier ist eine Ableitung vom französischen Wort Cernil für Einfriedung. Diese Cernils sind durch Hecken und Trockenmauern abgegrenzte Felder im Jura, die unter den Burgundern entstanden, um die Arbeit der Kleinbauern vor dem frei weidenden Vieh zu sichern.
Ursprünglich erstreckte sich der Wald am Abhang des Mont d’Amin bis zum Talfuss. Irgendwann im 14. Jahrhundert liess der Graf von Valangin das heutige Gemeindegebiet roden, damit seine Leute den Boden kultivieren konnten.
Jahrhundertelang blieb Cernier ein kleines, unwichtiges Bauerndorf. Sein Wachstum begann erst mit der Entwicklung der Verkehrswege. Im Mittelalter ist anscheinend nicht viel geschehen. Die Kirchenchroniken erwähnen nur die normalen Streitigkeiten zwischen Einwohnern und einige Grenzstreitigkeiten mit den Nachbargemeinden Fontaines und Chézard.
Im 18. Jahrhundert ist ein Problem mit Bären und Wölfen erwähnt. Des Weiteren fühlten sich die ansässigen Bauern bedroht durch nicht abreissende Flüchtlingsströme aus ganz Europa. In den 1740er Jahren werden mehrmals "Chasses aux gueux" ("Bettlerjagden") veranstaltet, um die Menschen zu vertreiben.
Im Jahr 1813 verirrten sich 20 Dragoner des Erzherzogs Jean nach Cernier, die eigentlich nach Serrières befohlen waren. Als sie ihren Irrtum bemerkten, reagierten sie wütend und bedrohten die Dorfbewohner. Sie schlugen Fensterscheiben ein, schlugen den Statthalter, forderten Wein und Lebensmittel und drohten, die Häuser in Brand zu stecken, wenn man ihnen nicht zu Diensten sei. Man beruhigte sie und bot ihnen alkoholische Getränke an. Am nächsten Tag wurden die Dragoner auf den richtigen Weg nach Serrières geschickt. Der Zwischenfall kostete die Gemeinde 1740 Pfund (umgerechnet 2418,60 Franken).
1875 reichte Cernier eine Petition ein, um anstelle von Fontaines Hauptort der Talgemeinschaft werden zu können. Fontaines wollte nicht auf das Thema eingehen und so wurde die Akte an den Staatsrat des Kantons weitergereicht. Schliesslich beschloss die Kantonsregierung am 21. November 1877 aufgrund der besseren finanziellen Lage der Gemeinde, Cernier zum Hauptort des Amtsbezirks Val-de-Ruz zu machen.
Am 12. Oktober 1885 wurde die Bauernschule Cernier eingeweiht. Die Idee zu einer solchen Schule stammte von Frédéric Soguel, und bereits nach einem erfolgreichen Betriebsjahr wurde die Schule 1886 zur Kantonalen Landwirtschaftsschule gemacht. In den 1890er Jahren wurde der Betrieb dieser Schule eingestellt und der Site de Cernier, eine Landwirtschaftliche Versuchsanstalt mit angeschlossener kantonaler Berufsschule für "Erd- und Naturberufe" (Ecole Cantonale des Métiers de la Terre et de la Nature), in der Form eröffnet, wie sie noch heute besteht.
1897 wurde die 1867 gegründete Möbelfabrik Jules Perrnoud & Cie in eine Aktiengesellschaft umfunktioniert. Jules Perrnoud war Ende des 19. Jahrhunderts der grösste Arbeitgeber der Region.
Ab ca. 1890 wurde darüber diskutiert, zwischen Villiers und Les Hauts-Geneveys eine regionale Dampfbahnlinie ähnlich dem Train Littoral zwischen Neuenburg und Boudry zu bauen. Es wurde so lange darüber diskutiert ob Schmalspur oder Normalspur, dass sich das Problem schliesslich mit der Einführung der Elektrizität von selbst löste: am 23. Februar 1903 wurde die elektrische Strassenbahn, "Le Régional", von der Bevölkerung des nördlichen Val-de-Ruz eingeweiht.
1902 kam der elektrische Strom nach Cernier, fliessendes Wasser gab es bereits seit 1899.

## Bauwerke

### Post
Als die Post in der Schweiz noch Angelegenheit der Kantone war, hatte Cernier nur einen Briefkasten (ab 1832), der zweimal wöchentlich geleert wurde. Im Jahr 1849 wurde die Post eidgenössisch und Cernier beantragte in Bern eine eigene Poststelle. Am 1. April 1852 wurde die erste Post in Cernier eröffnet. Mit dem Bau des Schulhauses 1856 zog die Post ebenfalls ein. 1904 kaufte die Gemeinde das alte Bauernhaus westlich des Schulhauses, riss es ab und baute an seiner Stelle das neue Postgebäude (die heutige Polizeistation). Seit dem 7. Oktober 1991 befindet sich die Post im neu gebauten Dorfzentrum.

### Kantonalbank
Das Gebäude der Kantonalbank wurde 1911 anstelle eines Bauernhauses im Dorfzentrum gebaut. Es war die einzige Filiale der BCN im Val-de-Ruz. Bis 1990 befand sich die Bank in diesem Gebäude, als sie in den Neubau an der Rue Vergy umzog. Das alte Bankgebäude wurde zum gutsituierten Wohnhaus umfunktioniert.

### Kirche
Der "Tempel" existiert bereits seit 1453. Im 16. Jahrhundert wurde er neu gebaut. Der Chor ist heute noch derselbe wie 1515. Die Kapelle am nördlichen Dorfrand wurde 1734 abgerissen und neu erbaut. 1782 wurde der Kirchturm des 1875 erneut umgebauten "Tempels" mit Glocken ausgestattet. Die Dekorationen im Innern stammen von dem Maler Charles L’Eplattenier aus La Chaux-de-Fonds. Das Pfarrhaus stammt von 1887.

### Schulhaus
Die erste Schule in Cernier wurde während der Reformation im Jahr 1531 eröffnet. Eine Aufzeichnung aus dem Jahr 1649 belegt, dass die Schule damals nur vom 5. November bis zum 23. April geöffnet war und im Saal des Gemeindehauses stattfand.
Das alte Schulhaus wurde 1856 erbaut, indem Primar- und Sekundarschule untergebracht wurde. Ab 1875 entstand eine offizielle, vom Kanton genehmigte "Ecole secondaire du Val-de-Ruz", eine gemeinsame Sekundarschule für die Gemeinden des Distrikts.
1896 wurde die Turnhalle gebaut, 1898 wurde das Schulhaus komplett renoviert. Noch bis 1970 befand sich im Erdgeschoss der Turnhalle ein öffentliches Hallenbad. Das Gebäude wird noch heute von den lokalen Vereinen benutzt.
1971 wurde das neue Primarschulhaus am Waldrand gebaut, das alte Schulhaus wurde abgerissen und durch das heutige Gemeindezentrum ersetzt. Die neue Sekundarschule "La Fontenelle" wurde im November 1971 eingeweiht – 364 Schüler waren zu dem Zeitpunkt angemeldet.
Zwischen 1991 und 1993 wurde die Fontenelle um eine Sporthalle, weitere Klassenräume und ein neues Hallenbad erweitert, um den über 700 Schülern gerecht zu werden.

### Gemeindehaus bzw. Rathaus
Damit Cernier 1877 Hauptort des Distriktes Val-de-Ruz werden konnte, musste es für die Verwaltung angemessene Lokalitäten zur Verfügung stellen können. Ab 1879 wurde deshalb der öffentliche Dienst enorm ausgebaut.
Mit finanzieller Hilfe des Kantons wurde das Hôtel des services publics (das spätere Hôtel de Ville) geplant und gebaut. Es musste unter anderem neben den normalen Verwaltungsräumen über einen Gerichtssaal, Gefängniszellen sowie eine Wohnung für den lokalen Gendarmen verfügen.
Am 22. November 1897 wurde das neue Gemeindehaus im Dorfzentrum erbaut. Noch heute befinden sich die Gemeindeverwaltung, das Amtsgericht und diverse Sitzungsräume in diesem Gebäude.

### Kantonale Landwirtschaftsschule
Am 16. November 1884 beschlossen die lokalen Autoritäten den Bau einer Schule für "praktische Landwirtschaft", mit dem Ziel, "gute Landwirte" auszubilden. Am 12. Oktober 1885 wurde diese Schule mit zwölf Schülern eröffnet.
Zu Beginn war die Landwirtschaftliche Schule eine Halbprivate Stiftung, die zudem von den nutzniessenden Gemeinden und dem Kanton mitfinanziert wurde. Auf dem Gelände der Ferme de l'Aurore erbaut, wurde sie bald Ecole de l'Aurore genannt.
Der enorme Zuwachs an Schülern führte dazu, dass die Schule bereits ein Jahr nach der Eröffnung, 1886, erweitert werden musste. Die Gemeinde Cernier musste dazu den Kanton um finanziellen Beistand bitten, worauf der Kanton die Schule unter seine Fittiche nahm und anstelle der alten Schule eine Kantonale Landwirtschaftliche Schule eröffnete.
Seitdem wuchs die Schule ununterbrochen und hat einen grossen Einfluss auf die lokale und kantonale Primärwirtschaft.

### Site de Cernier
1995 wurde die Kantonale Landwirtschaftsschule in Cernier komplett reorganisiert und musste dem Site de Cernier Platz machen. Der Site de Cernier ist die kantonale Berufsschule für alle Erden- und Naturberufe: Landschaftsgärtner, Gärtner, Landwirt (mit verschiedenen Spezialisierungen), Förster, Holzfäller etc. werden heute hier ausgebildet.
Der Site hat ausserdem die Aufgabe, die Bevölkerung des Kantons für ökologische Themen zu sensibilisieren. Dies geschieht u. a. durch die alljährlich stattfindende Fête de la Terre ("Erdenfest") und das Festival des jardins extraordinaires ("Festival der aussergewöhnlichen Gärten").
Des Weiteren befindet sich hier ein kleiner zoologischer Park mit alten Haustierrassen, wo die Entwicklung der einheimischen Haus- und Nutztiere seit dem späten Mittelalter präsentiert wird.

## Persönlichkeiten
- Jean Corti (Maler) (* 1. März 1907 in Cernier; † 22. April 1946 in Mendrisio), Kunstmaler und Zeichner[2][3]